# 133. peruť (Izrael)
133. peruť (hebrejsky טייסת 133‎) Izraelského vojenského letectva, také známá jako Rytíři s dvojitým ocasem, je stíhací peruť vybavená letouny McDonnell Douglas F-15 Eagle operující ze základny Tel Nof.